# Interação medicamentosa

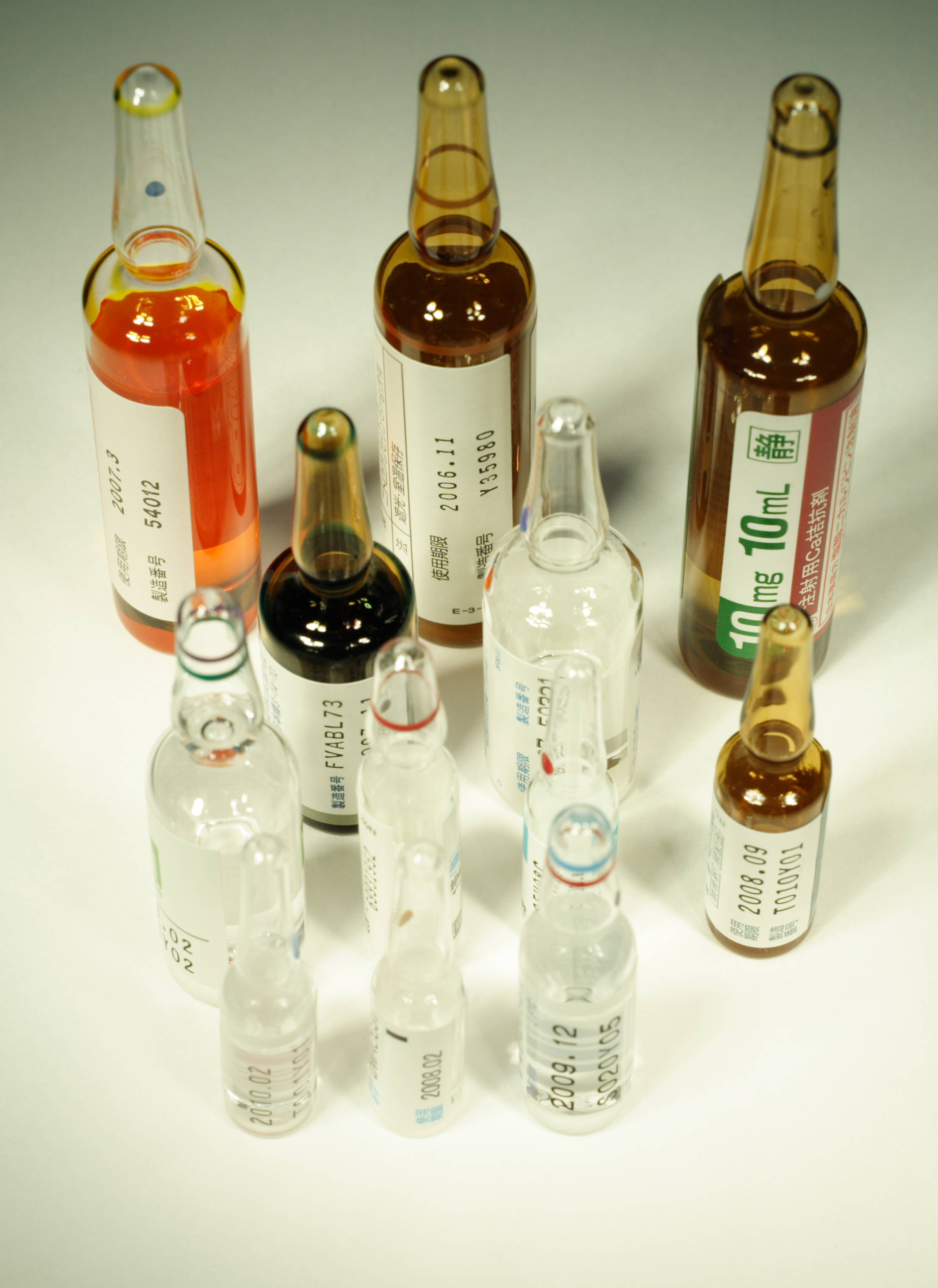
Certos medicamentos podem afectar a atividade de outros quando se misturam durante sua administração, uma interação medicamentosa é provável ao tomar mais de um medicamento ao mesmo tempo

As interacções entre fármacos são alterações que se produzem nos efeitos de um fármaco devido à ingestão simultânea de outro fármaco (interacção fármaco-fármaco ou interacções medicamentosas) ou aos alimentos consumidos (interacções fármaco-alimento). Esta interação pode reduzir o efeito de um dos fármacos ou potencializá-lo, o que pode causar efeitos imprevisíveis no tratamento. Todavia, nem sempre esta relação é maléfica.
Interação Analítica
A detecção de parâmetros laboratoriais é baseada em reações físico-químicas entre a substância a ser medida e os reagentes projetados para o efeito. Essas reações podem ser alteradas pela presença de drogas, levando a aumentos ou diminuições dos resultados reais. É o caso das elevações dos níveis de colesterol ou de outros lipídios sangüíneos em decorrência da presença de alguns psicofármacos no sangue . São elevações falsas que não devem ser confundidas com a ação de alguns medicamentos que realmente aumentam o colesterol sanguíneo devido a uma interação com seu metabolismo. A maioria dos autores não as considera como interações verdadeiras, portanto, deve-se evitar uma extensão adicional sobre o assunto.
Interações Farmacêuticas
Também conhecidas como incompatibilidades farmacotécnicas , são reações químicas que ocorrem fora do corpo quando dois ou mais medicamentos são misturados para administração conjunta.  Geralmente a interação é antagônica e quase sempre afeta as duas drogas. Exemplos desse tipo de interação seriam a mistura de penicilinas e aminoglicosídeos no mesmo frasco de soro, que dá origem a um precipitado insolúvel , ou de ciprofloxacina com furosemida.. Também podemos incluir aqui a interação de alguns medicamentos com o meio ambiente, o que evita, por exemplo, que certos medicamentos sejam administrados em latas de plástico por estarem fixadas nas paredes das mesmas, perdendo a concentração.
Interações Farmacodinâmicas
Quando medicamentos são administrados em conjuntos, eles podem ter efeito aditivo, sinérgico ou antagonistas; no primeiro caso diz respeito ao resultado esperado ao se adicionar outro medicamento, no segundo caso, é quando o efeito de uma das drogas é potencializado pela ação da outra, já no terceiro, o efeito é atenuado na presença da outra droga, logo, gerando um efeito não esperado.  

Diante disso, as interações medicamentosas podem ocorrer
- Efeitos da inibição competitiva de um agonista por aumentos na concentração de um antagonista. A potência de uma droga pode ser afetada (a curva de resposta deslocada para a direita) pela presença de uma interação antagônica. AA 2 conhecida como representação de Schild, um modelo matemático da relação agonista: antagonista ou vice-versa. NB: o eixo x está incorretamente rotulado e deve refletir a concentração do agonista , não a concentração do antagonista.Receptores farmacológicos

Efeitos da inibição competitiva de um agonista por aumentos na concentração de um antagonista. A potência de uma droga pode ser afetada (a curva de resposta deslocada para a direita) pela presença de uma interação antagônica. AA _{2} conhecida como representação de Schild, um modelo matemático da relação agonista: antagonista ou vice-versa. NB: o eixo x está incorretamente rotulado e deve refletir a concentração do agonista, não a concentração do antagonista.

- Hemodinâmicos, quando atuam no mesmo receptor, podendo ser receptores agonistas puros, agonistas parciais e antagonistas (competitivos e não competitivos)
- Heterodinâmicos, quando atuam em receptores distintos.

- Mecanismos de transdução de sinal, ocorre após a interação droga-receptor; por exemplo, um paciente que utiliza insulina (reduzia a glicemia) e betabloqueadores (para doenças cardíacas), esses bloquearão os receptores de adrenalina e, consequentemente, se o paciente sofres um episódio de hipoglicemia, os betabloqueadores bloquearam a ação das catecolaminas e isso pode ocasionar em um risco de reação grave no individuo, uma vez que o organismo não terá um mecanismo de compensação para corrigir os níveis de glicose no sangue.
- Sistema fisiológico antagônicos, ocorre quando há o aumento/diminuição do efeito, de maneira indireta, de determinada droga, isso é, dois fármacos são administrados e que atuam em órgãos distintos, um deles pode aumentar/diminuir a produção de determinada substancia no organismo; por exemplo, digoxina, que atua nas fibras cardíacas, aumenta os níveis de K+ no sangue, e a furosemida, um diurético, o qual favorece a perda de k+ do organismo o que pode ocasionar em uma hipocalemia.

Mecanismos farmacocinéticos
Decorre das modificações ocorrentes no efeito de um ou de ambos medicamentos administrados quando comparado com o efeito esperado de cada um dos medicamentos quando administrados individualmente. Nesse sentido, as diferenças podem estar na absorção, no transporte, na distribuição, no metabolismo ou na excreção dos fármacos; com isso, essas mudanças afetam a concentração do fármaco no plasma.  
- Interações de absorção

- Alterações na motilidade: algumas drogas afetam a motilidade do TGI, podendo aumentar ou diminuir a velocidade com que a droga passa pelo intestino; com isso, por exemplo, se um fármaco está na zona de absorção do TGI por menos tempo, consequentemente, sua concentração no sangue será menor, assim como o oposto também ocorrerá.
- Ph: dependendo do pka dos fármacos, eles podem estar em sua forma ionizada ou não ionizada; nesse sentido, as formas não ionizadas, em geral, são mais fáceis de serem absorvidas por difusão passiva, salvo quando eles são muito grandes ou muito polarizados. Nesse viés, certos medicamentos necessitam de ph ácido do estomago para serem absorvidos, já outros necessitam do ph básico do intestino, com isso qualquer alteração de ph pode alterar a absorção. Por exemplo, se há a administração de um antiácido, o aumento do ph estomacal pode atenuar a absorção de medicamentos como zalcitabina, tipranavir e amprenavir.
- Solubilidade do medicamento: a absorção de alguns medicamentos pode ser atenuada caso sejam administrados com alimentos gordurosos; como por exemplo o uso de anticoagulantes orais e do abacate.
- Formação de complexos não absorvíveis: pode ocorrer com o processo de quelação, ou seja, cátions di ou trivalentes podem quelar certas drogas, tornando-as difíceis de serem absorvidas, por exemplo o fármaco tetraciclina na presença de Ca+2 dos laticínios.

Interações de transporte e de distribuição
Essa interação decorre essencialmente pela competição pelo transporte de proteínas; nesse sentindo, a droga que chega primeiro, liga-se a proteína e a outra droga fica dissolvida no plasma e, consequentemente, modificando sua concentração.
Interações do metabolismo

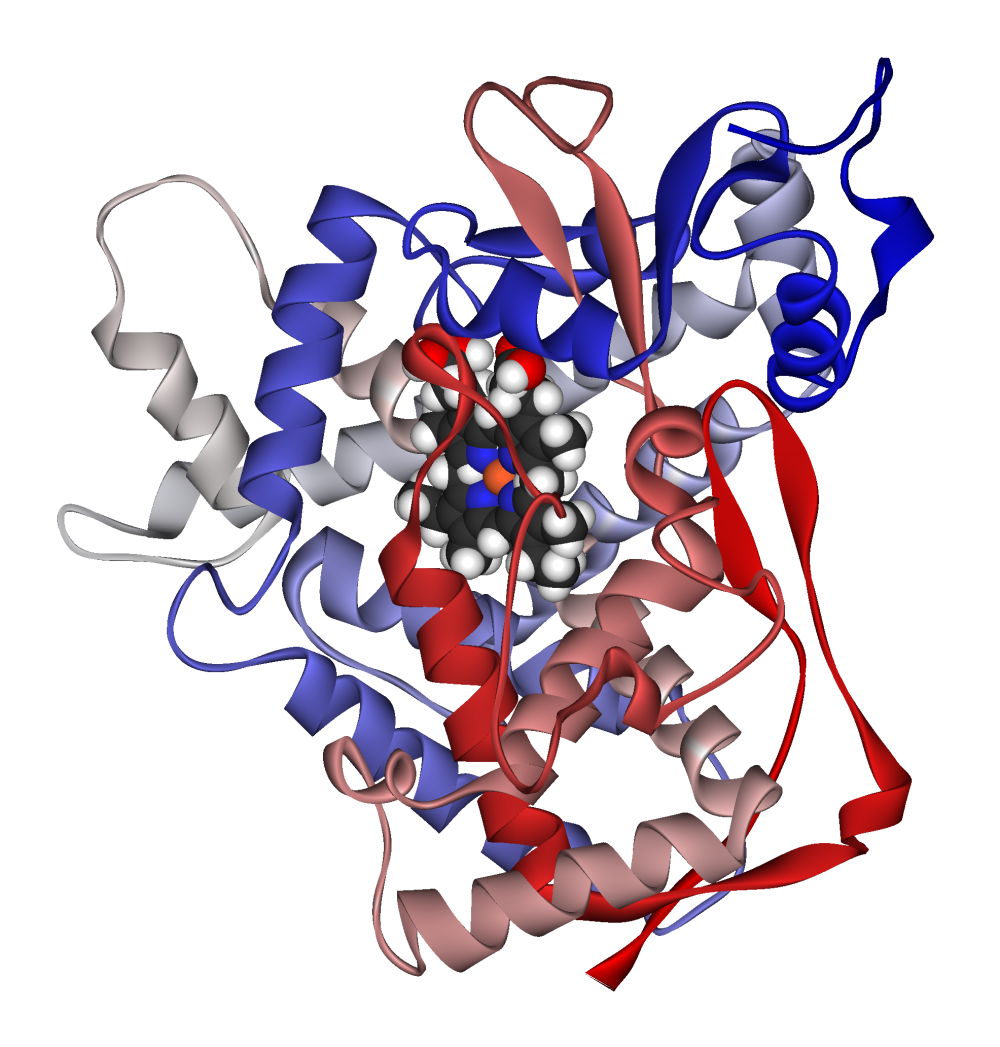
Diagrama da isoenzima 2C9 do citocromo P450 com o grupo heme no centro da enzima.

- Diagrama da isoenzima 2C9 do citocromo P450 com o grupo heme no centro da enzima.CYP450: é uma família de proteínas que possuem atividade enzimática frente a metabolização de várias drogas.

- - Inibição enzimática: se determinada droga X é metabolizada pelo citocromo P450 e uma outra droga Y inibe ou atenua a ação dessa enzima, consequentemente, a droga X terá concentrações elevadas por mais tempo no plasma. Com isso, a inibição ocasionará no aumento do efeito da droga o que pode ocasionar em uma reação adversa.  
  - Indução enzimática: se determinado fármaco X é metabolizado pelo citocromo P450 e um outro fármaco Y induz ou aumenta a ação dessa enzima, consequentemente, a concentração do fármaco X se declinará e, consequentemente, ocorrerá uma diminuição do seu efeito no organismo.

| Substratos                                                                  | Inibidores                                           | Indutores                                                |
| --------------------------------------------------------------------------- | ---------------------------------------------------- | -------------------------------------------------------- |
| - Cafeína - Teofilina - Fenacetina - Clomipramina - Clozapina - Tioridazina | - Omeprazol - Nicotina - Cimetidina - Ciprofloxacino | - Fenobarbital - Fluvoxamina - Venlafaxina - Ticlopidina |

Excreção renal

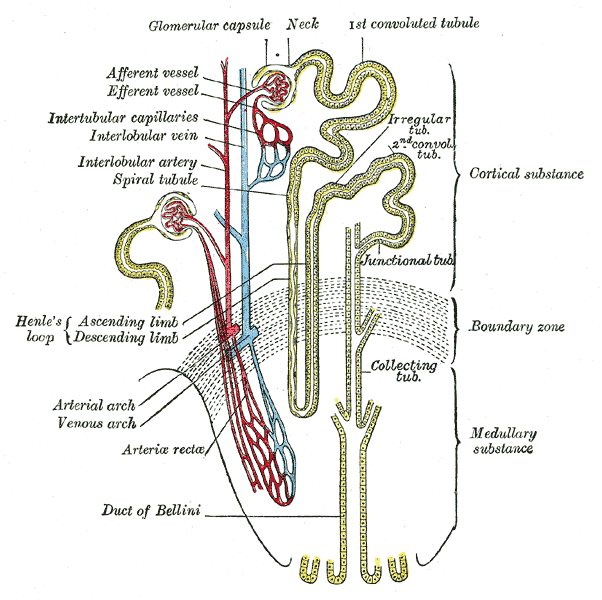
Néfron de rim humano

Apenas a fração livre de um medicamento dissolvido no plasma sanguíneo pode ser removida pelo rim . Portanto, os fármacos fortemente ligados às proteínas não estão disponíveis para excreção renal, desde que não sejam metabolizados, quando podem ser eliminados como metabólitos.  Depuração de creatininaé usado como uma medida do funcionamento dos rins, mas só é útil nos casos em que a droga é excretada na forma inalterada na urina. A excreção de drogas pelos néfrons renais tem as mesmas propriedades de qualquer outro soluto orgânico: filtração passiva, reabsorção e secreção ativa. Nesta última fase, a secreção de fármacos é um processo ativo que está sujeito a condições relacionadas à saturabilidade da molécula transportada e à competição entre substratos. Portanto, esses são os principais locais onde as interações entre os medicamentos podem ocorrer. A filtração depende de uma série de fatores, incluindo o pH da urina, tendo-se mostrado que as drogas que atuam como bases fracassão cada vez mais excretados à medida que o pH da urina se torna mais ácido, e o inverso é verdadeiro para ácidos fracos . Esse mecanismo é de grande utilidade no tratamento de intoxicações (tornando a urina mais ácida ou mais alcalina) e também é usado por alguns medicamentos e produtos fitoterápicos para produzir seu efeito interativo.
| Ácidos fracos | Bases fracas |
| --- | --- |
| - Ácido acetilsalicílico - Furosemida - Ibuprofeno - Levodopa - Acetazolamida - Sulfadiazina - Ampicilina - Clorotiazida - Paracetamol - Cloropropamida - Ácido cromoglicico - Ácido etacrínico - alfa-metildopamina - Fenobarbital - Varfarina - Teofilina - Fenitoína | - Reserpina - Anfetamina - Procaína - Efedrina - Atropina - Diazepam - Hidralazina - Pindolol - Propranolol - Salbutamol - Alprenolol - Terbutalina - Amilorida - Clorfeniramina |